# Georges van Parys
Georges van Parys (Parijs, 7 juni 1902 - Parijs, 28 januari 1971) was een Frans filmmuziekcomponist die meer dan 200 films van muziek voorzag. Hij schreef ook operettes, salonmuziek en muziek voor chansons. Zijn carrière overspande vijftig jaar (de periode 1922-1972).

## Leven en werk

### Afkomst, opleiding en operette
Georges van Parys groeide op als de zoon van een textielfabrikant. Hij leerde meerdere muziekinstrumenten bespelen, vooral als pianist was hij heel talentrijk. Als adolescent maakte hij kennis met de muziek van de Groupe des Six en met Ravel et Claude Debussy die zijn belangrijkste inspiratiebronnen werden. Hij volgde studies in de rechten vooraleer hij als freelance componist aan de slag ging. In 1924 werd hij aangeworven als pianist in het Parijse cabaret Chez Fyscher waar hij zangeressen zoals Lucienne Boyer en Arletty begeleidde. Al gauw begon hij operettes te schrijven, alleen of samen met Philippe Parès.

### Filmmuziekcomponist
Zijn naam is onlosmakelijk verbonden met cineast René Clair die hij in 1930 ontmoette. Clair, die een beroep op hem deed voor zes van zijn (tragi)komedies, vroeg hem de score te componeren voor Le Million, de eerste Franse musical die een geluidsfilm was. Vanaf de opkomst van de geluidsfilm geraakte van Parys meer en meer geïnteresseerd in filmmuziek. Hij schreef de muziek voor heel wat komedies en tragikomedies, enerzijds van in de vergeethoek geraakte cineasten zoals Jean Boyer (van Parys' muziek ondersteunde perfect talrijke lichte komedies van Boyer) , André Berthomieu, Léo Joannon en Carlo Rim, anderzijds mochten prominente vertegenwoordigers van de door de Nouvelle Vague verguisde cinéma de papa zoals Jean-Paul Le Chanois, Jean Delannoy en Henri Decoin ook op zijn talenten rekenen. Hij beperkte zich echter niet alleen tot lichtvoetige filmmuziek, ook thrillers (Les Diaboliques), misdaadfilms (L'Homme de Londres), mantel- en degenfilms (Fanfan la Tulipe) en drama's (Casque d'or) vervolledigen zijn muzikale filmografie.

### Klassiekers
Sommige muziekscores werden echte klassiekers van de Franse film. De filmmuziek van het romantisch drama Madame de... (Max Ophüls, 1953) en van de tragikomische musical French Cancan (Jean Renoir, 1955) zijn daar uitstekende voorbeelden van.
Ook meerdere liedjes worden als klassiekers van het Frans chanson beschouwd: Comme de bien entendu (uit Circonstances atténuantes, vertolkt door Arletty en Michel Simon), C'est un mauvais garçon (uit Un mauvais garçon, vertolkt door Henri Garat), La Complainte de la butte (uit French Cancan, vertolkt door Cora Vaucaire), La Complainte des infidèles (uit La maison Bonnadieu, vertolkt door Mouloudji) ... In de lange lijst van artiesten die zijn werk hebben uitgevoerd bevinden zich namen als Danielle Darrieux, Maurice Chevalier, Georges Brassens, Ginette Garcin, Albert Préjean, Patrick Bruel, Rufus Wainwright en Hélène Ségara.

### Functies
Op latere leeftijd was hij, tijdens het presidentschap van zijn vakgenoot en lid van de Groupe des Six Georges Auric, vice-president van de Société des auteurs, compositeurs et éditeurs de musique (SACEM). In 1968 werd hij vereerd met de Grand Prix de la Musique de la Société des Auteurs.
Hij overleed in 1971 op 68-jarige leeftijd in zijn geboortestad.

## Operettes
Tussen 1922 en 1961 verschenen er 17, met welluidende titels zoals
- 1922 - Madame la Comtesse
- 1943 - Une femme par jour
- 1949 - La Tour Eiffel qui tue
- 1956 - Minnie-Moustache
- 1961 - La Belle de Paris

Tussen 1927 en 1957 componeerde hij er 10 met Philippe Parès, onder andere
- 1927 - La Petite Dame du Train bleu
- 1928 - L'Eau à la bouche
- 1930 - Le cœur y est
- 1957 - Le Moulin Sans-Souci

## Filmografie (selectie)
- 1928 - La Femme et le Pantin (Jacques de Baroncelli)
- 1931 - Les Amours de minuit (Augusto Genina en Marc Allégret)
- 1931 - Le Million (René Clair)
- 1933 - Cette vieille canaille (Anatole Litvak)
- 1934 - Zouzou (Marc Allégret) (van Parys speelt hier een kleine rol als pianist)
- 1934 - Les filles de la concierge (Jacques Tourneur)
- 1937 - Abus de confiance (Henri Decoin)
- 1938 - Café de Paris (Yves Mirande en Georges Lacombe)
- 1939 - Circonstances atténuantes (Jean Boyer)
- 1942 - Le Bienfaiteur (Henri Decoin)
- 1943 - L'Homme de Londres (Henri Decoin)
- 1947 - Le silence est d'or (René Clair)
- 1949 - Jean de la Lune (Marcel Achard)
- 1949 - Lady Paname (Henri Jeanson)
- 1951 - Garou-Garou, le passe-muraille (Jean Boyer)
- 1951 - Fanfan la Tulipe (Christian-Jaque)
- 1951 - L'Amour, Madame (Gilles Grangier)
- 1952 - Casque d'or (Jacques Becker)
- 1952 - Les Belles de nuit (René Clair)
- 1953 - Madame de... (Max Ophüls)
- 1953 - Rue de l'Estrapade  (Jacques Becker)
- 1954 - L'Affaire Maurizius (Julien Duvivier)
- 1954 - Le Mouton à cinq pattes (Henri Verneuil)
- 1954 - Avant le déluge (André Cayatte)
- 1954 - Le Grand Jeu (Robert Siodmak)
- 1954 - Les Diaboliques (Henri-Georges Clouzot)
- 1954 - Papa, maman, la Bonne et moi (Jean-Paul Le Chanois)
- 1955 - Les Grandes Manœuvres (René Clair)
- 1955 - Les Carnets du Major Thompson (Preston Sturges)
- 1955 - Nana (Christian-Jaque)
- 1955 - French Cancan (Jean Renoir)
- 1955 - Papa, maman, ma femme et moi (Jean-Paul Le Chanois)
- 1957 - L'Homme à l'imperméable (Julien Duvivier)
- 1957 - Nathalie (Christian-Jaque)
- 1958 - Les Misérables (Jean-Paul Le Chanois)
- 1958 - Le fauve est lâché (Maurice Labro)
- 1959 - Signé Arsène Lupin (Yves Robert)
- 1959 - Guinguette (Jean Delannoy)
- 1959 - Rue des prairies (Denys de La Patellière)
- 1961 - Le Capitaine Fracasse (Pierre Gaspard-Huit)
- 1961 - Tout l'or du monde (René Clair)
- 1962 - Le masque de fer (Henri Decoin)
- 1963 - La foire aux cancres (Louis Daquin)
- 1963 - Le Voyage à Biarritz (Gilles Grangier)
- 1964 - Monsieur (Jean-Paul Le Chanois)
- 1963 - Les Fêtes galantes (René Clair)
- 1968 - Faut pas prendre les enfants du bon Dieu pour des canards sauvages (Michel Audiard)
- 1970 - Elle boit pas, elle fume pas, elle drague pas, mais... elle cause ! (Michel Audiard)